# Pujanke
Pujanke – dzielnica Splitu, drugiego co do wielkości miasta Chorwacji. Leży na północny wschód od centrum miasta, ma 9 502 mieszkańców i 0,40 km² powierzchni.
Obszar dzielnicy Pujanke ograniczają:
- od północy – ulica Domovinskog Rata,
- od wschodu – ulica Zbora Narodne Garde (wschodnia obwodnica Splitu),
- od południa – ulica Vukovarska,
- od południowego zachodu – ulica Velebitska,
- od północnego zachodu – ulica Zagorski put.

Dzielnice sąsiadujące z Pujanke:
- od północy – Neslanovac,
- od wschodu – Mejaši,
- od południa – Visoka,
- od południowego zachodu – Sućidar,
- od północnego zachodu – Kocunar.